# Argentellaspets
Argentellaspets är sydda spetsar, som tillverkades i Argentan och Alençon, intill mitten av 1700-talet. Det mest karakteristiska för dessa spetsar är bottnen, den är en variant av argentanbottnen och består av oregelbundna sexkanter.